# Корсано
Корсано (італ. Corsano, сиц. Cursanu) — муніципалітет в Італії, у регіоні Апулія, провінція Лечче.
Корсано розташоване на відстані близько 550 км на південний схід від Рима, 190 км на південний схід від Барі, 55 км на південь від Лечче.
Населення — 5557 осіб (2014).

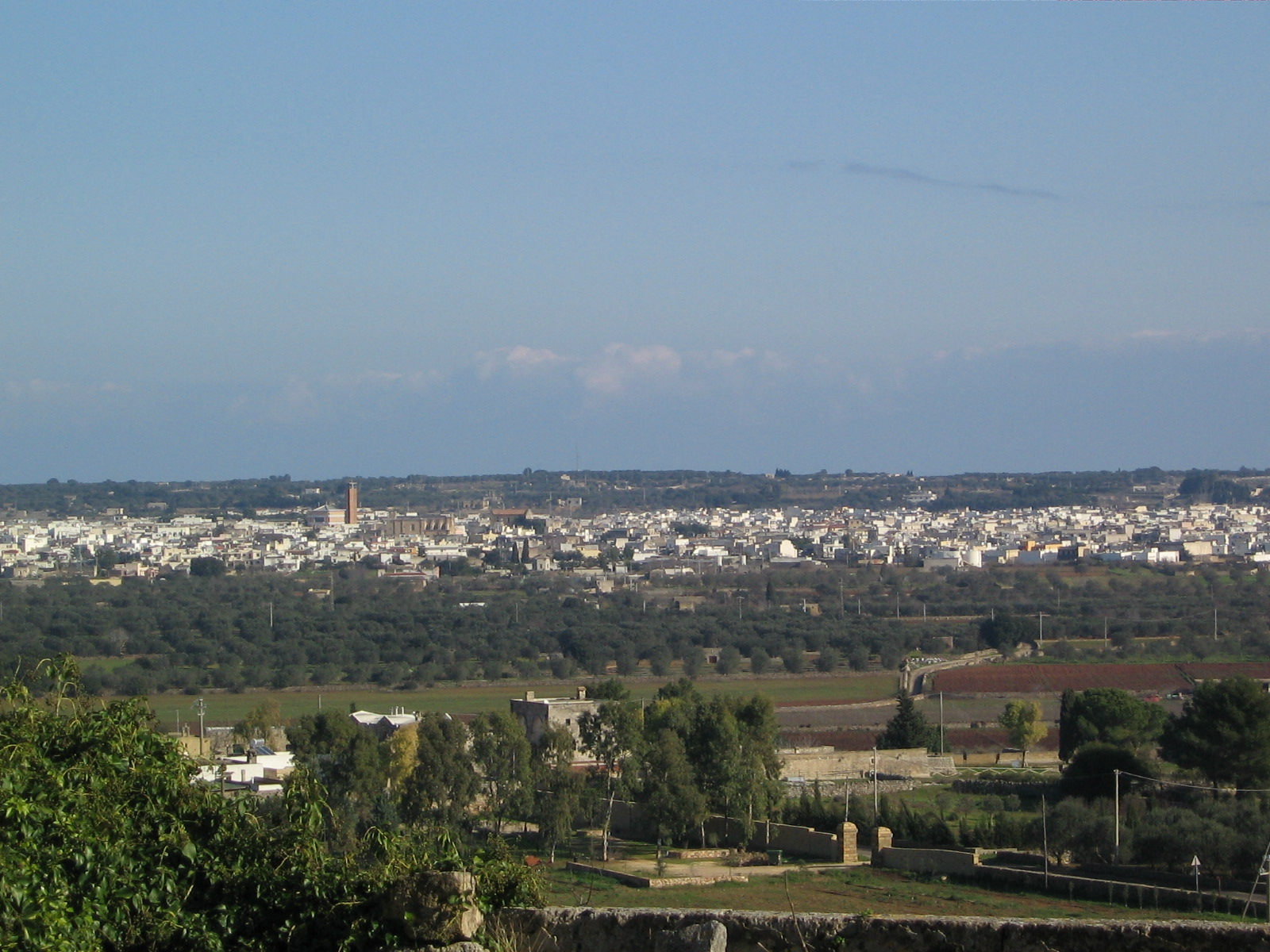

Щорічний фестиваль відбувається 3 лютого. Покровитель — святий Власій.

## Демографія
Населення за роками:

Станом на 1 січня 2023 року в муніципалітеті офіційно проживали 74 іноземці з 24 країн, серед них 22 громадяни країн Євросоюзу.

## Сусідні муніципалітети
- Алессано
- Тіджано